# 皮拉波 (巴拉圭)
皮拉波（西班牙語：Pirapó），是巴拉圭的城鎮，位於該國東南部，由伊塔普阿省負責管轄，面積840平方公里，海拔高度122米，2002年人口6,754，人口密度每平方公里8.04人。
26°51′36″S 55°32′42″W / 26.86000°S 55.54500°W